# Symfonicznie (album Lady Pank)
Symfonicznie – album koncertowy grupy Lady Pank z towarzystwem Orkiestry Symfoników Gdańskich. Wydany w 2012 roku z okazji trzydziestolecia zespołu.

## Opis płyty
Album został wydany w 2 wersjach. Pierwsza edycja z premierą 2 października 2012 roku to zbiór największych przebojów z trzydziestoletniego okresu działalności zespołu Lady Pank w orkiestrowych aranżacjach, poprzeplatane przebojami muzyki klasycznej. Druga wersja albumu zawiera nowy utwór, a jednocześnie singel promocyjny pt. „Chłopak z mokrą głową” i miała swą premierę 23 października 2012 roku. Utwory były rejestrowane podczas koncertów grupy w katowickim spodku i warszawskiej Sali Kongresowej, z udziałem Orkiestry Symfoników Gdańskich pod dyrekcją Andrzeja Szczypiorskiego. Pomysł płyty zrodził się w 2008 roku – wówczas Lady Pank pierwszy raz zagrał z Orkiestrą Symfoników Gdańskich, w ramach Gdańskiego Widowiska Nocy Świętojańskiej. Aranżacje utworów wykonał wiolonczelista Orkiestry Symfoników Gdańskich i Opery Bałtyckiej – Marcin Szczypiorski. Płyta osiągnęła szczyt listy najlepiej sprzedających się albumów w Polsce – OLiS.

## Cytaty
- Marcin Szczypiorski:

„Do każdego z utworów z repertuaru Lady Pank staraliśmy się podejść inaczej. W „Kryzysowej narzeczonej” czy w „Zostawcie Titanica”, o doborze wstępu zadecydowała treść  tekstu piosenki. Dlatego do „Kryzysowej narzeczonej” pasowała nam „Wesoła wdówka” Lehára, a do „Titanica” – menuet Boccheriniego. Natomiast w „Zawsze tam gdzie ty” w miejscu, gdzie u Pucciniego w „Messa di Gloria” chór zaczyna śpiewać „Kyrie”, u nas wchodzi gitara Borysewicza.”

- Janusz Panasewicz:

„Nie byłem pewien, czy pomysł zadziała. Pierwsze próby nie były dla nas łatwe, ale wyszło fajnie i zagraliśmy w związku z tym sporo koncertów. Na szczęście ta gdańska orkiestra to młodzi ludzie, którzy wychowywali się także na naszej muzyce. Od razu było słychać, że grają kompozycje Janka [Borysewicza - przyp.red.] z przyjemnością. Nie mieli żadnych uprzedzeń do takiego repertuaru...”

## Lista utworów z edycji z 02.10.2012 r.

### CD 1
1. „Intro” (aranż. Marcin Szczypiorski) – wiązanka przebojów Lady Pank
2. „Nie wierz nigdy kobiecie”
3. „Madame Butterfly” (muz. G. Puccini)
4. „Sztuka latania”
5. „Planety” (muz. G. Holst)
6. „Wenus Mars”
7. „Summer Time” (muz. G. Gershwin)
8. „Marchewkowe pole”
9. „Dobra konstelacja”
10. „Bolero” (muz. Lady Pank / M. Ravel)
11. „Minus 10 w Rio”
12. „Lady Pank”
13. „Wciąż bardziej obcy”
14. „Stacja Warszawa”
15. „Na granicy”
16. „Tacy sami”

### CD2
1. „Wesoła wdówka” (muz. F. Lehár)
2. „Kryzysowa narzeczona”
3. „Can Can” (muz. J. Offenbach)
4. „Dziewczyny dzisiaj...”
5. „IX Symfonia” (muz. A. Dvořák)
6. „Zabić strach”
7. „Zamki na piasku”
8. „Mała wojna”
9. „Menuet” (muz. L. Boccherini)
10. „Zostawcie Titanica”
11. „Messa di Gloria” (muz. G. Puccini)
12. „Zawsze tam, gdzie ty”
13. „Traviata” (muz. G. Verdi)
14. „Mała Lady Punk”
15. „Tańcz głupia, tańcz”
16. „Taniec z szablami” (muz. A. Chaczaturian)
17. „Mniej niż zero”

## Lista utworów z edycji z 23.10.2012 r.

### CD 1
1. „Intro” (aranż. Marcin Szczypiorski) – wiązanka przebojów Lady Pank
2. „Nie wierz nigdy kobiecie”
3. „Madame Butterfly” (muz. G. Puccini)
4. „Sztuka latania”
5. „Planety” (muz. G. Holst)
6. „Wenus Mars”
7. „Summer Time” (muz. G. Gershwin)
8. „Marchewkowe pole”
9. „Dobra konstelacja”
10. „Bolero” (muz. Lady Pank / M. Ravel)
11. „Minus 10 w Rio”
12. „Lady Pank”
13. „Wciąż bardziej obcy”
14. „Stacja Warszawa”
15. „Na granicy”
16. „Tacy sami”

### CD2
1. „Wesoła wdówka” (muz. F. Lehár)
2. „Kryzysowa narzeczona”
3. „Can Can” (muz. J. Offenbach)
4. „Dziewczyny dzisiaj z byle kim nie tańczą”
5. „IX Symfonia” (muz. A. Dvořák)
6. „Zabić strach”
7. „Zamki na piasku”
8. „Mała wojna”
9. „Menuet” (muz. L. Boccherini)
10. „Zostawcie Titanica”
11. „Messa di Gloria” (muz. G. Puccini)
12. „Zawsze tam, gdzie ty”
13. „Traviata” (muz. G. Verdi)
14. „Mała Lady Punk”
15. „Tańcz głupia, tańcz”
16. „Taniec z szablami” (muz. A. Chaczaturian)
17. „Mniej niż zero”
18. „Chłopak z mokrą głową”

## Certyfikaty
| Wyróżnienie      | Data osiągnięcia |
| ---------------- | ---------------- |
| Diamentowa płyta | –                |
| Platynowa płyta  | 30 stycznia 2013 |
| Złota płyta      | 7 listopada 2012 |